# آپولو ۱۳ (فیلم)
آپولو ۱۳ (به انگلیسی: Apollo 13) فیلمی ۱۴۰ دقیقه‌ای به کارگردانی ران هاوارد با بازی تام هنکس محصول کشور ایالات متحده آمریکا است. فیلم نامزد ۹ جایزه اسکار بود که در دو مقام بهترین صدا و تدوین موفق به دریافت جایزه گردید.

## داستان
داستان فیلم در مورد پروژه آپولو ۱۳ است. در این پروژه برای بار سوم قرار بود که انسان روی ماه فرود آید، ولی با منفجر شدن کپسول‌های انرژی آن از انجام عملیات منع شدند تا بتوانند با باقی سوخت مسیر رو به سمت زمین را طی کنند. در این فیلم به گونه‌ایی درام با مضامین حماسی از زمان آمادگی فضانوردان تا بازگشت آنان به زمین را به تصویر می‌کشد.

## ارجاع به بیرون
- Apollo 13 در بانک اطلاعات اینترنتی فیلم‌ها (IMDb)
- Apollo 13 در راتن تومیتوز
- Apollo 13 در باکس آفیس موجو